# Oxid de carbon
În chimie, un oxid de carbon sau oxocarbon este un compus chimic format doar din atomi de carbon și oxigen. Cei mai simpli și comuni oxizi ai carbonului sunt monoxid de carbon (CO) și dioxid de carbon (CO
2). Există și alți oxizi stabili (practic, dacă nu termodinamic) sau metastabili ai carbonului, însă sunt mai puțin răspândiți; exemple includ suboxid de carbon (C
3O
2 sau O=C=C=C=O) și anhidridă melitică (C
12O
9).
|  |                      |  |                       |  |                          |  |                            |
|  | CO Monoxid de carbon |  | CO 2 Dioxid de carbon |  | C 3O 2 Suboxid de carbon |  | C 12O 9 Anhidridă melitică |